# Nam Ji-hyun
Nam Ji-hyun (남지현?; Incheon, 17 settembre 1995) è un'attrice sudcoreana. È laureata in scienze sociali alla Sogang University. Oltre a drama coreani e film, è comparsa anche nel videoclip di "Shaking" di Taeil nel 2015.

## Filmografia

### Cinema
- Mu-yeonggeom (무영검), regia di Kim Young-jun (2005)
- My Captain, Kim Dae-chul (마이 캡틴, 김대출), regia di Song Chang-soo (2006)
- Mapado 2 (마파도), regia di Lee Sang-hoon (2007)
- Siseon 1318 (시선 1318), regia di Pang Eun-jin (2009) – segmento Jinjuneun gongbujung (진주는 공부중)
- Haengbokhan Ulleung-in (행복한 울릉인), regia di Hwang Seok-ho (2010)
- Gajok gyehoek (가족 계획) – cortometraggio (2010)
- Gwi (귀), regia di Joachim Yeo, Jo Eun-kyung, Hong Dong-myung, Kim-jho Gwang-soo  (2010)
- Oneul (오늘), regia di Lee Jeong-hyang (2011)
- Hwa-yi: Gwimur-eul samkin a-i (화이: 괴물을 삼킨 아이), regia di Jang Joon-hwan (2013)

### Televisione
- Janpagyeonmunrok (전파견문록) – serie TV (2002)
- Saranghanda malhejwo (사랑한다 말해줘) – serie TV (2004)
- My Love (마이 러브) – serie TV (2006)
- Na-ui sarang Clementine (나의 사랑 클레멘타인) – serie TV (2006)
- Lobbyist (로비스트) – serie TV (2007)
- Dae-wang Sejong (대왕 세종) – serie TV (2008)
- Urideur-ui happy ending (우리들의 해피엔딩) – serie TV (2008)
- Eden-ui dongjjok (에덴의 동쪽) – serie TV (2008)
- Seondeok yeo-wang (선덕여왕) – serie TV, 8 episodi (2009)
- Christmas-e olkka-yo? (크리스마스에 눈이 올까요?) – serie TV (2009)
- Giant (자이언트) – serie TV (2010)
- Na-ya, halmeoni (나야, 할머니) – serie TV (2010)
- Musa Baek Dong-soo (무사 백동수) – serie TV (2011)
- Sonyeotamjeong Park Hae-sol (소녀탐정 박해솔), regia di Kim Sang-hwi – miniserie TV, 4 puntate (2012)
- Geudae-eobs-in mossar-a (그대없인 못살아) – serie TV (2012)
- Areumda-un geudae-ege (아름다운 그대에게) – serie TV (2012)
- Angel Eyes (엔젤 아이즈) – serie TV (2014)
- Gajokkkiri wae irae (가족끼리 왜 이래) – serie TV (2014)
- Shopping wang Louis (쇼핑왕 루이) – serie TV (2016)
- Susanghan partner (수상한 파트너?, Susanghan pateuneoLR) - serie TV, 16 episodi (2017)
- Piccole donne (작은 아씨들?, Jag-eun assideulLR) – serie TV (2022)

## Riconoscimenti
| Anno | Premio                  | Categoria                            | Opera                         | Risultato       |
| ---- | ----------------------- | ------------------------------------ | ----------------------------- | --------------- |
| 2006 | SBS Drama Awards        | Best Young Actress                   | My Love                       | Vincitore/trice |
| 2007 | SBS Drama Awards        | Best Young Actress                   | Lobbyist                      | Candidato/a     |
| 2008 | MBC Drama Awards        | Best Young Actress                   | Eden-ui dongjjok              | Vincitore/trice |
| 2009 | MBC Drama Awards        | Best Young Actress                   | Seondeok yeo-wang             | Vincitore/trice |
| 2012 | KBS Drama Awards        | Best Young Actress                   | Sonyeotamjeong Park Hae-sol   | Vincitore/trice |
| 2013 | Blue Dragon Film Awards | Best New Actress                     | Hwa-yi: Gwimur-eul samkin a-i | Candidato/a     |
| 2014 | KBS Drama Awards        | Best New Actress                     | Gajokkkiri wae irae           | Vincitore/trice |
| 2014 | KBS Drama Awards        | Best Couple Award con Park Hyung-sik | Gajokkkiri wae irae           | Vincitore/trice |
| 2015 | Baeksang Arts Awards    | Best New Actress (TV)                | Gajokkkiri wae irae           | Candidato/a     |